# Porcellium graecorum
Porcellium graecorum is een pissebed uit de familie Trachelipodidae. De wetenschappelijke naam van de soort is voor het eerst geldig gepubliceerd in 1955 door Strouhal.